# Hiroshi Shirai
Pour les articles homonymes, voir Shirai.
Hiroshi Shirai (白井 寛, Shirai Hiroshi), né le 31 juillet 1937 à Nagasaki et mort le 9 octobre 2024 à Milan, est un karatéka japonais. 

## Biographie
Shirai commence le karaté dans l'adolescence. Comme beaucoup de jeunes gens de son âge, il veut apprendre une méthode d’autodéfense. Il s'inscrit dans une université réputée pour la qualité des cours dispensés, sur le plan technique, mais aussi des valeurs morales, l'université Komazawa.
L'instructeur Hidetaka Nishiyama, aujourd'hui décédé, ancien haut responsable mondial de l'organisation de karaté traditionnel qui enseigna aux États-Unis, devient un de ses professeurs. Shiraï est rapidement sélectionné dans l'équipe des compétiteurs avec un entraînement 6 jours sur 7.
Maître Shiraî aime le combat. Sa fougue le propulse rapidement très haut. Premier dan en 1956, deuxième dan en 1958, troisième dan en 1961. Premier aux championnats du Japon (All Japan Karate Championships) en 1962 en kata et combat, et deuxième en 1963, il gagne son combat en finale contre un autre jeune compétiteur qui aura un parcours réussi : Enoeda installé au Royaume-Uni, responsable de la JKA pour l'Europe.
En 1959 un autre événement important se produit dans le parcours de Shirai : la rencontre avec Taiji Kase qui était âgé de trente ans avec la puissance de caractère qu'on lui connait aujourd'hui. C'est avec beaucoup de respect que Shiraï évoque ces 45 années de travail commun.
. 

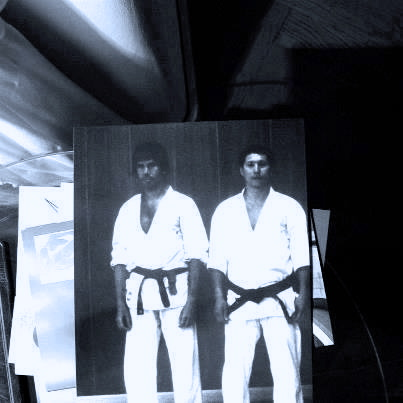
Sensei Shirai avec Pino Presti, ceinture noire 5e dan (1985)

Après avoir fait ses preuves au Japon, il est envoyé en Italie en 1965, comme ambassadeur du karaté JKA pour installer dans le monde les bases du karaté shotokan. Il crée l'Associazione italiana karate (AIK) en 1966. Il passe son sixième dan en 1969. Il crée la FESIKA (Federazione Sportiva Italiana Karate) en 1970. Il devient septième dan en 1974. Il est le principal acteur de l'unification de la FESIKA et de la FIK en 1978. Cette même année, il fonde l'ISI (Istituto Shotokan Italia). Il est président de la commission technique italienne durant les années 1980. Il crée en 1989 avec son sensei et ami Taiji Kase la World Karate Shotokan Academy (WKSA), pour promouvoir le karaté en tant que Budo. Il devient membre technique de l'équipe nationale.
Il passe son huitième dan en 1986 et neuvième en 1999. Shiraï est dixième dan depuis 2011.